# Maximilian Dietz
Maximilian Dietz né le 9 février 2002 à New York est un joueur américain de football qui joue au poste de milieu de terrain au Greuther Fürth.

## Carrière

### En club
Passé par les réserves du SC Fribourg avant de partir au Greuther Fürth où il a commencé avec les réserves aussi, il fait ses débuts avec l'équipe première le 18 mars 2023 lors d'une victoire à domicile contre le FC Magdebourg en entrant à la 85e minute à la place d'Oussama Haddadi.

### En sélection
Il fait partie de la sélection américaine olympique qui participe aux Jeux olympiques d'été de 2024 à Paris,,.